# 鮑勃·鮑德溫

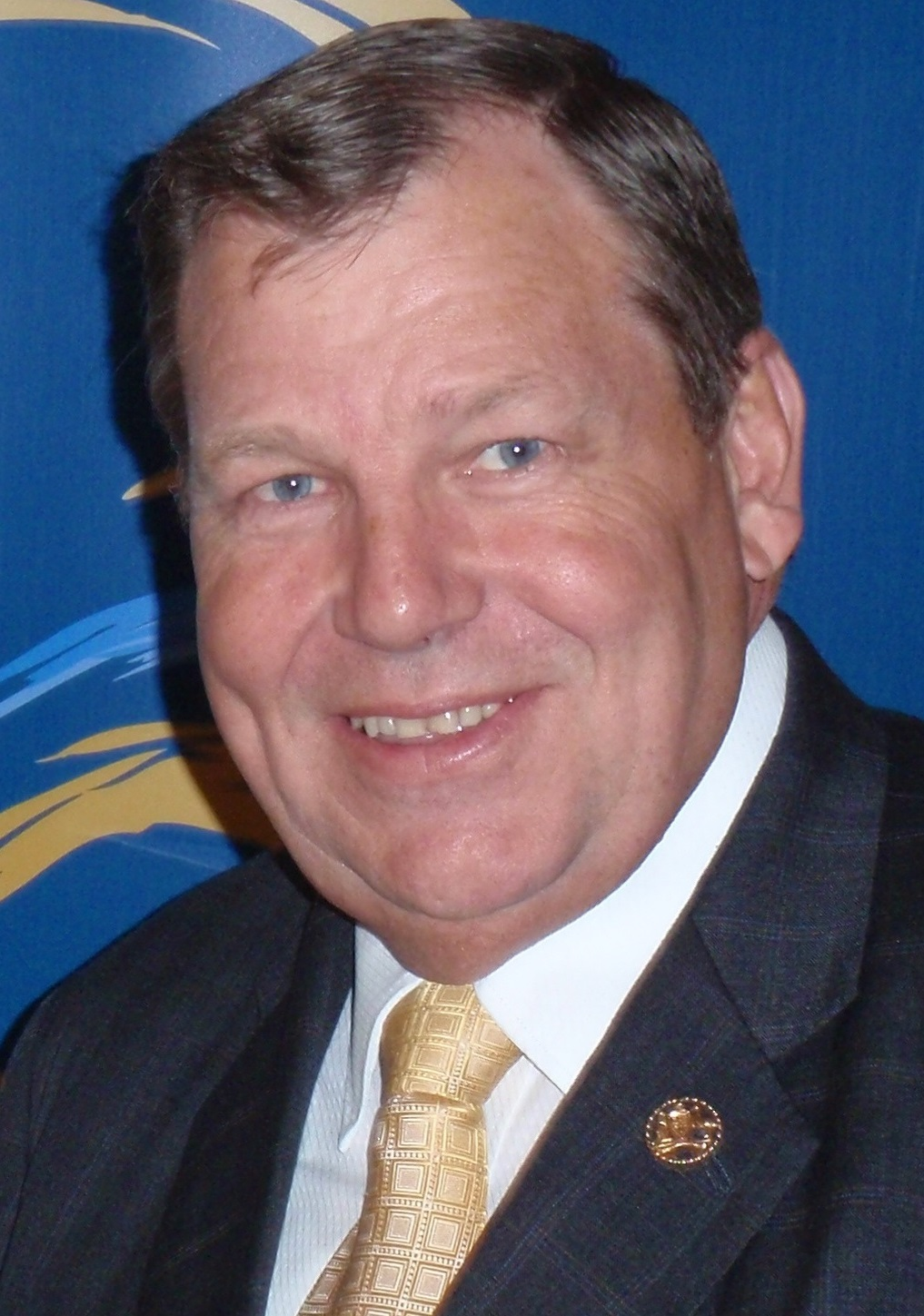

勞勃·查爾斯·鮑德溫（英語：Robert Charles Baldwin；1955年3月9日—）是一位澳洲政治人物，他的黨籍是澳洲自由黨。在1996-1998年和2001-2016年，他是帕特森選區選出的澳大利亞眾議院的議員。他曾經擔任澳洲工業部長。